# روي ميغيل رودريغوس
روي ميغيل رودريغوس (بالبرتغالية: Rui Miguel Melo Rodrigues‏) (15 نوفمبر 1983 بفيسيو في البرتغال - ) هو لاعب كرة قدم برتغالي في مركز الوسط. لعب مع أيل ليماسول ورابيد بوخارست وزاغويمبيه لوبين وزمبرو تشيسيناو وفيتوريا دي غيماريش ونادي أسترا جورجو ونادي باسوش دي فيريرا ونادي كراسنودار ونافال ونادي كوفيليا وAcadémico de Viseu F.C. ‏ وS.L. Nelas ‏.

## وصلات خارجية
- روي ميغيل رودريغوس على موقع قاعدة بيانات كرة القدم.إي يو (الإنجليزية)
- روي ميغيل رودريغوس على موقع Soccerway.com (الإنجليزية)
- روي ميغيل رودريغوس على موقع AS.com (الإسبانية)